# Kóbor ékesboglárka
A kóbor ékesboglárka (Cupido argiades) a boglárkalepke-félék családjába tartozó, egész Eurázsiában elterjedt lepkefaj. 

## Megjelenése
A kóbor ékesboglárka szárnyfesztávolsága a tavaszi nemzedéknék 2-2,3 cm, a nyári nemzedékeknél 2,6-2,9 cm. A hím szárnyainak felső oldala ibolyáskék, széles fekete szegéllyel; az erek vége is feketén kirajzolódik. A nőstény barnásfekete, a szárnyak tövénél és közepén több-kevesebb kék pikkellyel. A szárnyak fonákja világos fehéresszürke, majdnem fehér. A szárnyak szélén elmosódó szürke, a hátsó szárnyakon vöröses-narancssárgába váltó szalagszerű foltsor található. Ezen belül apró fekete pettyekből húzódik láncolat, amely az elülső szárnyakon egyenes (nem kifelé hajlott vagy megtört); a hátsó szárnyakon kígyózó és a szárny közepén is látható néhány petty. A hátsó szárny alsó peremén kis hegyes nyúlvány, ún. farkinca látszik, az ezt megelőző két fekete petty fémes csillogású.
A tavaszi nemzedék jelentősen kisebb, míg a nyári nemzedékek nőstényein kevesebb a kék behintés. 
Hernyója zöld vagy barna, hátán sárgásfehér, láncszerű mintával, a hetedik szelvényen hangyacsalogató miriggyel.

### Hasonló fajok
Hasonlíthat hozzá a palakék ékesboglárka, a törpeboglárka, a hegyi törpeboglárka, a kormos ékesboglárka, az aprószemes boglárka, a nagyszemes boglárka és a bengeboglárka.  

## Elterjedése
Egész Eurázsiában előfordul Spanyolországtól Japánig. Magyarországon mindenütt megtalálható.      

## Életmódja
Üde, nedves rétek, kaszálók, ligetes ártéri erdők, vízpartok lepkéje. Inkább a sík- és dombvidéket kedveli.   
Magyarországon évente három nemzedéke repül április-májusban, június-júliusban és július-szeptemberben (északabbra évente két, délebbre négy nemzedéke is felnő). Igen jól repül, kóborlásra hajlamos, de tömegesen nem vándorol. Állandó populációi nincsenek, létszáma erősen változhat vagy egy-két évre el is tűnhet. A rétek, kaszálók sásos, magasfüves részeit kedvelik. Hernyója lucerna-fajok (Medicago spp.), here-fajok (Trifolium spp.), kerep-fajok (Lotus spp.) virágzatával táplálkozik. A teljesen kifejlett hernyó áttelel és további táplálkozás nélkül tavasszal bebábozódik.   

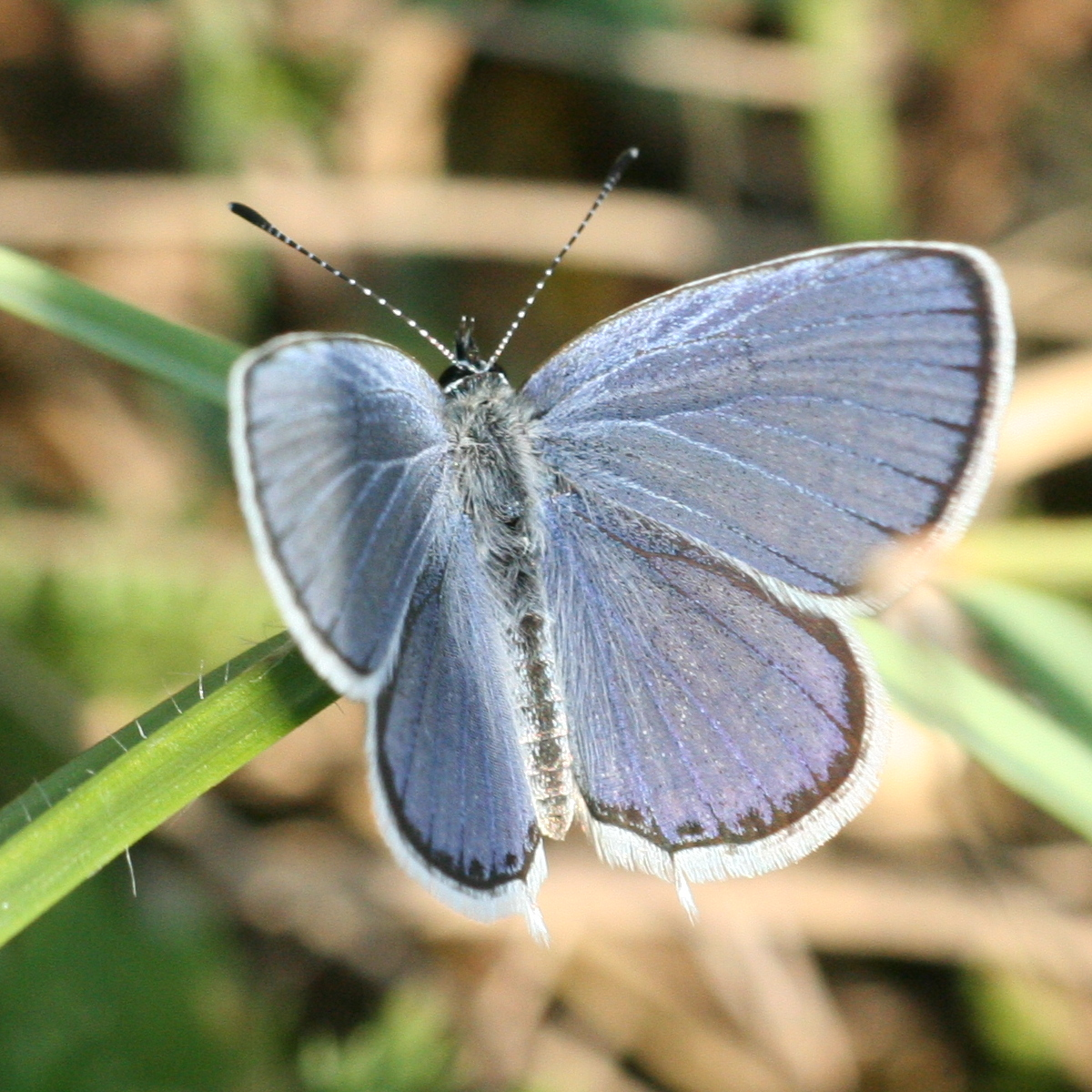
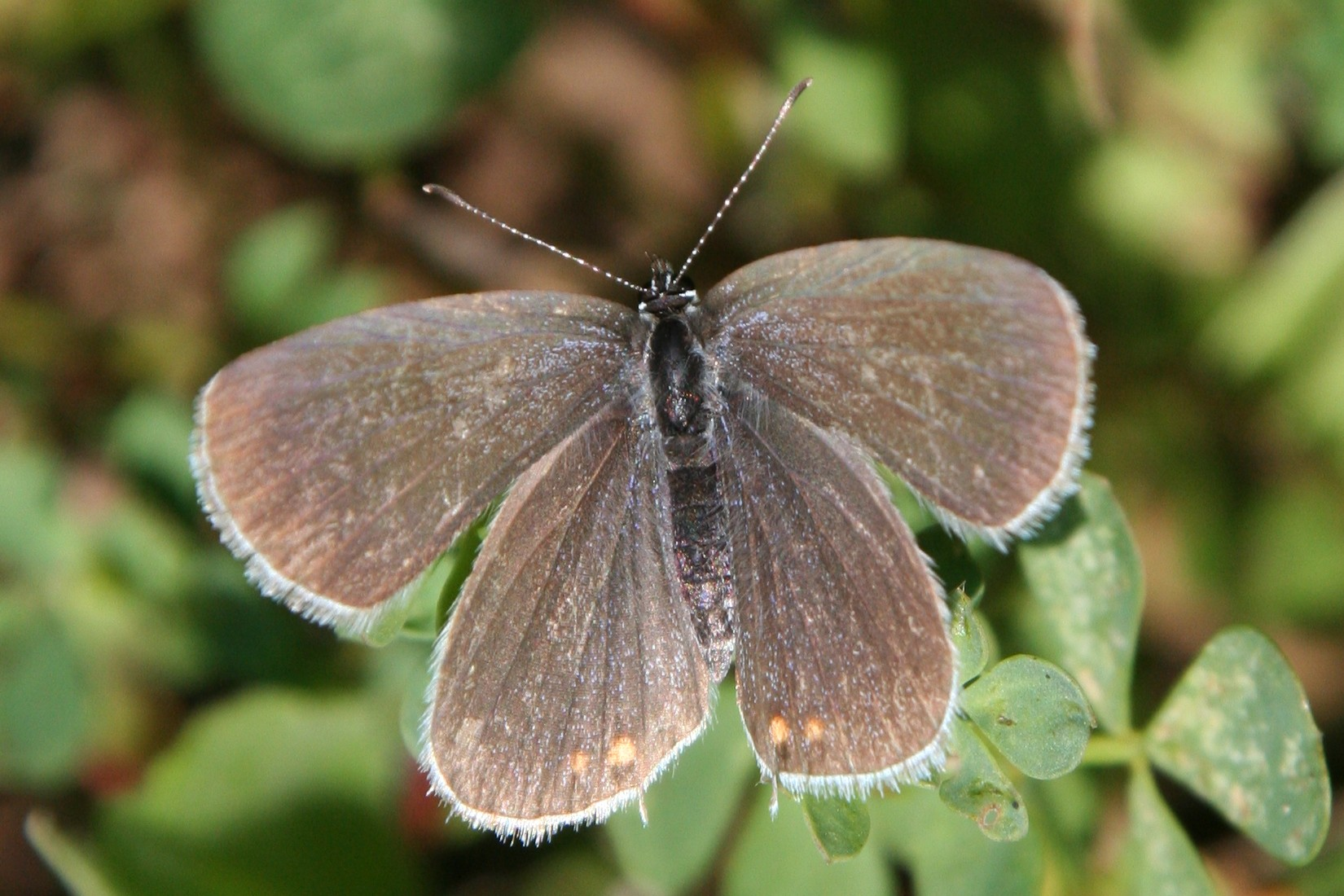
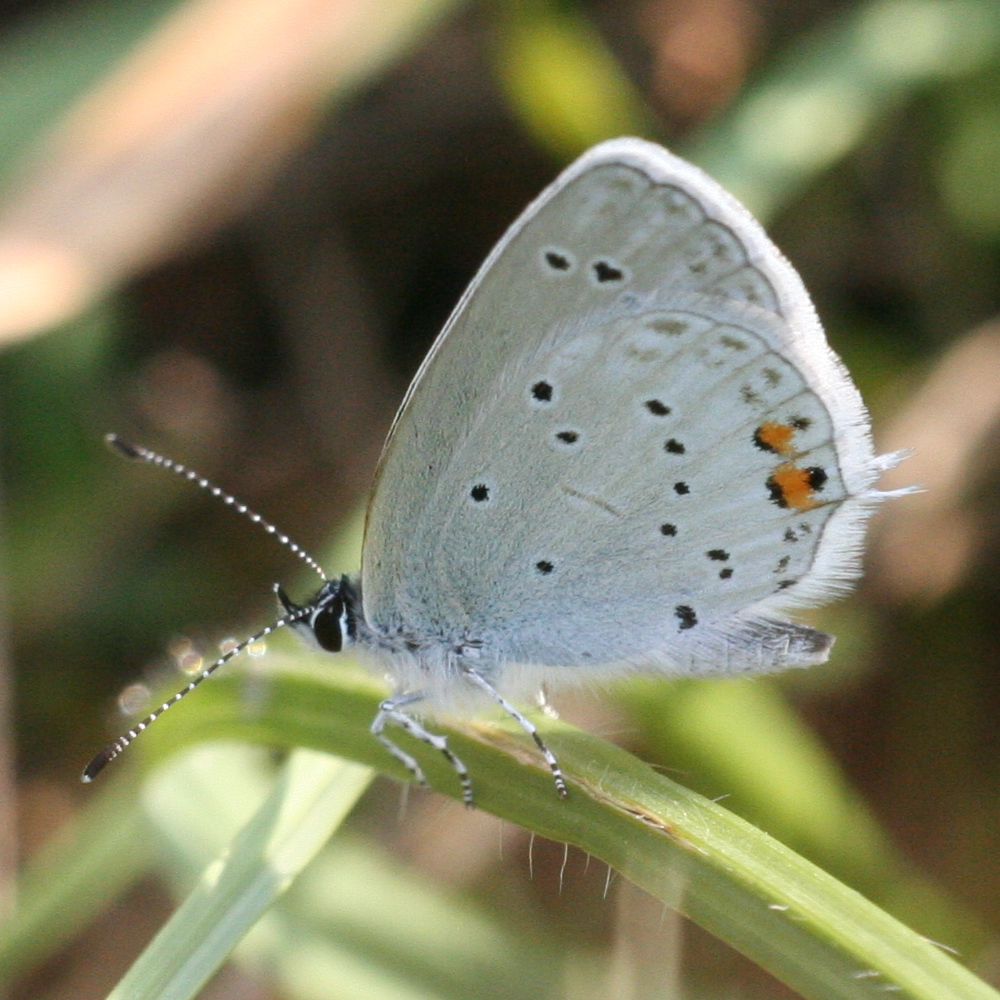
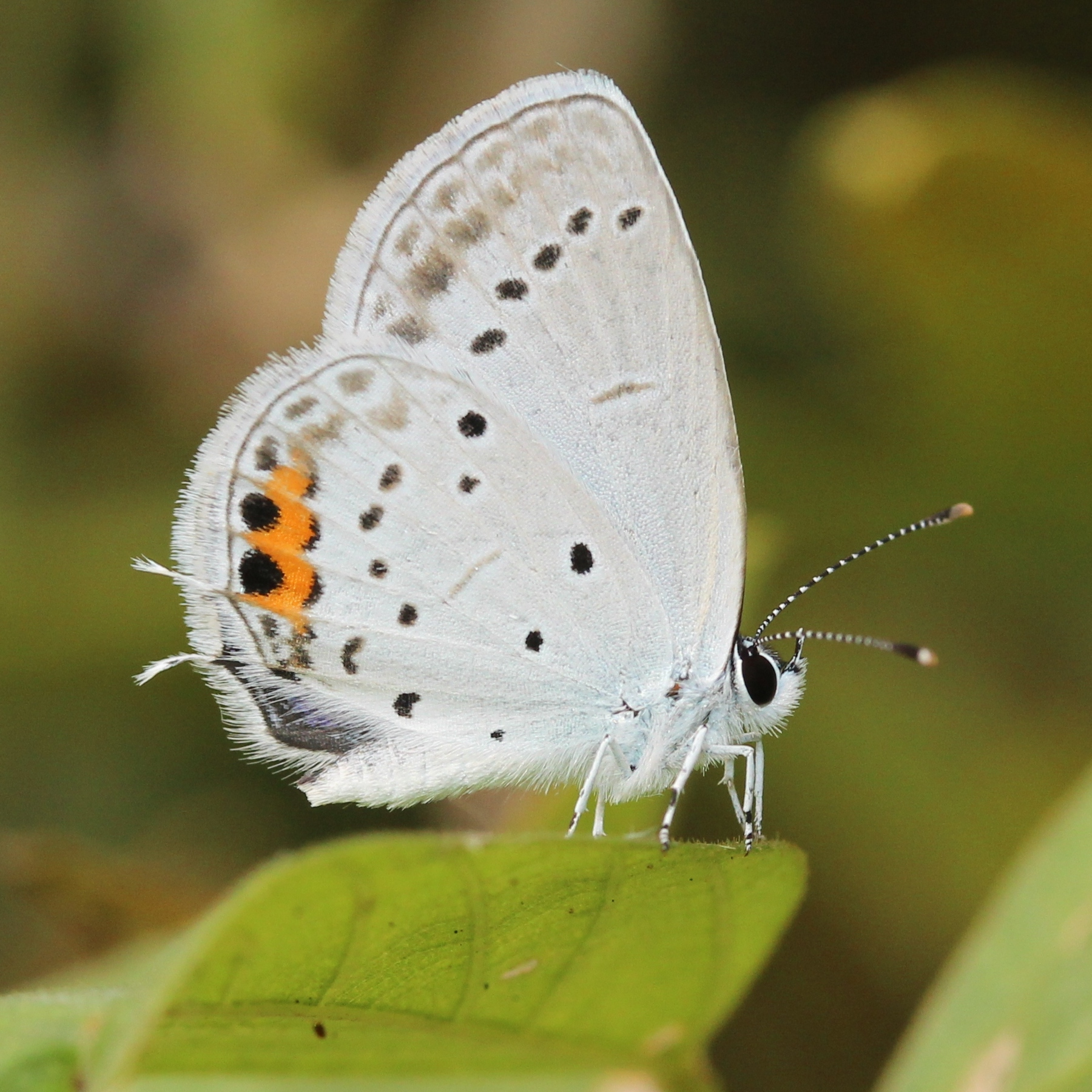
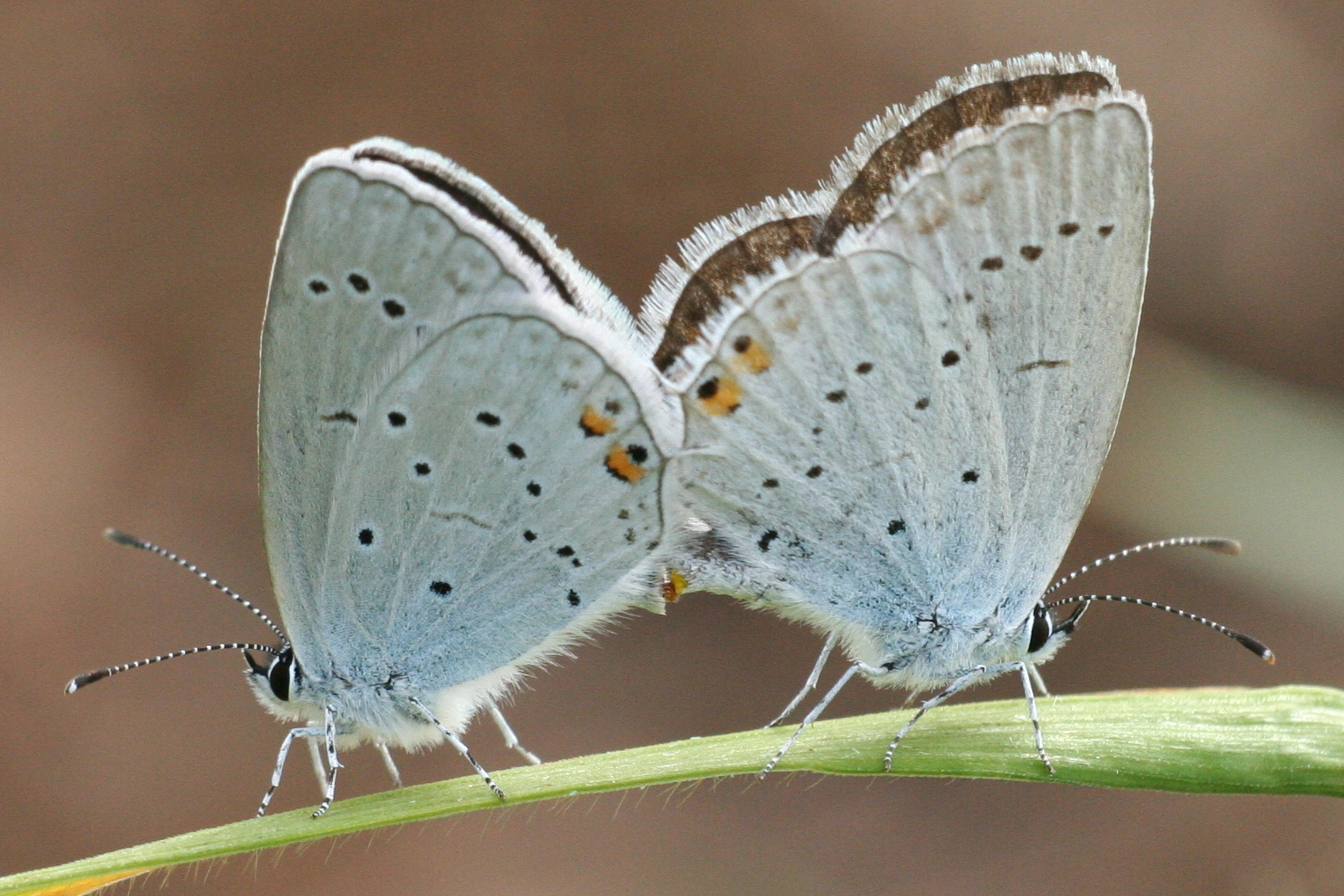

Magyarországon nem védett.